# 大曽根商店街
大曽根商店街（おおそねしょうてんがい）は神奈川県横浜市港北区大曽根にある商店街。

## 概要
綱島駅と大倉山駅の間にある港北区大曽根1丁目にある。綱島街道脇の南北500メートルくらいの道路が商店街で、24店舗が加盟している。
小さな商店街だが、朝市や現金つかみどり、オオソネ縁日、オオソネスタンプ（100円買うごとに1枚発行、200枚で300円分の買い物が可能）の発行などいろいろなイベントを行っている。

## 本部
- 神奈川県横浜市港北区大曽根1-19-8

## 交通
- 大倉山駅（東急東横線）から徒歩8分

## 参考サイト
- 公益社団法人 商連かながわホームページ（大曽根商店街紹介ページ）
- かながわ地域ポータルサイトかなっぺ